# Марксистская группа (Великобритания)
Марксистская группа, МГ (англ. Marxist Group) — троцкистская организация в Великобритании в 1934—1938 годах.

## История
Группа была создана в результатае откола от Коммунистической лиги (КЛ). Несмотря на совет Троцкого об энтризме в Независимую лейбористскую партию (НЛП), большинство Лиги выстыпило за работу в качестве «открытой организации». Только треть организации во главе Дензелом Дином Харбером решает последовать совету Троцкого и формирует в НЛП тайную Большевистско-ленинскую фракцию (Bolshevik-Leninist Fraction). В 1934 году раскол в Лиге оформляется организационно, после чего сторонники энтризма в НЛП создают Марксистскую группу.
В 1934 году к МГ присоединяется приехавший из Южной Африки молодой троцкист Тед Грант. В то время Троцкий предлагает Марксистской группе переориентироваться на работу внутри Лейбористской партии, но руководство Марксистской группы не принимает его позицию. Тогда меньшинство организации во главе с Тедом Грантом выходит из МГ в 1935 году и формирует Большевистско-ленинскую группу (Bolshevik-Leninist Group), известную затем как Группа «Милитант». БЛГ стала действовать внутри молодёжной организации лейбористов — Лейбористской лиги молодёжи.
Вскоре группа понимает, что НЛП не пользуется массовым влиянием за пределами Глазго, и направляет Джона Арчера (John Archer) по стране с целью анализа актуального положения партии. На конференции НЛП 1936 года группа предложила принять манифест, в котором в том числе звучало требование с провозглашением Четвертого интернационала. В результатае этого, большинство членов группы были исключены из НЛП.
В это время МГ тесно сотрудничает с Марксистской лигой, преемницей Коммунистической лиги, члены которой тогда также работали внутри НЛП. В 1938 году две организации объединяются в Революционную социалистическую лигу.